# Polina Guryeva
Polina Guryeva (n. 5 octombrie 1999, Aşgabat, Turkmenistan) este o sportivă ce a reprezentat Turkmenistan, medaliată olimpică. A participat la o ediție a Jocurilor Olimpice (2020) în care a câștigat o medalie de argint.

## Participări
Lista de mai jos prezintă principalele competiții la care a participat Polina Guryeva de-a lungul carierei.
- Haltere la Jocurile Olimpice de vară din 2020 - feminin 59 kg[2]